# Domenico Alberti
Domenico Alberti o Albertis (Venezia, 1710 – Roma, 1740) è stato un compositore, clavicembalista e cantante italiano, noto in particolare per aver diffuso l'accompagnamento di tastiera che da lui prende il nome di basso albertino.

## Biografia
Nobile veneziano, Alberti era un dilettante come Albinoni e i Marcello, nel senso che componeva ed eseguiva per puro diletto, senza preoccupazioni economiche. Suo maestro di canto fu il sacerdote Antonio Biffi; di composizione Antonio Lotti, che succedette proprio a Biffi nel ruolo di maestro di cappella alla basilica di San Marco.
Inizialmente si esibiva come cantante, spesso accompagnato dal clavicembalo. Si sa che fu paggio d'onore dell'ambasciatore di Venezia in Spagna nel 1736, e in quest'occasione, secondo quanto riferisce Laborde, cantò davanti a Farinelli il quale ne restò così impressionato da commentare che, se non si fosse trattato di un dilettante, sarebbe stato per lui «un rivale troppo temibile».
Nel 1737 giunse a Roma per completare lo studio del clavicembalo, si rivelò anche compositore e ottenne notevole popolarità. La tecnica del basso albertino, ideata in realtà l'anno prima dal mediocre Maichelbeck, fu giudicata difettosa da alcuni contemporanei.

## Opere
L'opera omnia di Alberti è stata incisa dall'organista Manuel Tomadin nel 2015.
Il basso albertino ha avuto fortuna, è stato accolto da molti grandi compositori (tra i quali spiccano i Wiener Klassiker Haydn, Mozart e Beethoven) e ha formato un modello importante nella musica classica per tastiera.
La produzione di Alberti annovera opere, mottetti e sonate per clavicembalo la cui caratteristica è la ripartizione in due movimenti in forma binaria. Le trentasei sonate tradizionalmente attribuitegli, di cui quattordici sono pervenute, sono probabilmente una sovrastima.
Una raccolta di sonate fu oggetto di plagio da parte di un suo presunto allievo, il castrato Giuseppe Jozzi, e apparve a nome di questi ad Amsterdam (1761). La sussistenza del plagio integrale è discussa da chi ritiene che Jozzi fosse realmente autore di diversi movimenti, ma la vicenda destò scandalo, e le sonate furono ripubblicate a Parigi e riattribuite all'Alberti.
La produzione di Alberti include:
- Endimione (serenata)[8]
- Galatea (opera)[8]
- Olimpiade (opera)[8][9]
- Ah frenate il pianto (aria d'opera per soprano) da Temistocle di Metastasio
- Sonate per clavicembalo.

### Basso albertino

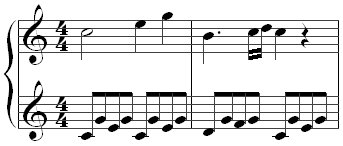
Il basso albertino nell'incipit della Sonata K 545 di Mozart.

La pratica del basso arpeggiato, che pure non è sistematica nell'Alberti, si diffuse e si impose presto a scapito del basso continuo nella musica europea dell'epoca.
Curiosamente proprio in Alberti la tecnica che da lui prende il nome non è considerata molto efficace: egli infatti non se ne servì nel modo fluido affermatosi ad esempio con Mozart, ma la usò spesso quasi a mo' di pedale analogamente al cosiddetto basso di Murky (a ottave spezzate) e in un'armonizzazione piuttosto statica intorno all'accordo di tonica.